# André Filipovic
André Filipovic (* 13. Mai 1982 in Mutlangen) ist ein deutscher Fußballtrainer.
Filipovic wurde an der Deutschen Sporthochschule Köln als Sportwissenschaftler promoviert. Er arbeitete ab 2008 erstmals für Fortuna Köln. 2013 wechselte er für zwei Jahre in die Nachwuchsabteilung des VfL Wolfsburg. Ab 2015 war Filipovic zurück in Köln unter Uwe Koschinat Co-Trainer, im Oktober 2018 war er Interimstrainer bis zur Verpflichtung von Tomasz Kaczmarek. Von 2019 bis 2022 war Filipovic Athletiktrainer bei Holstein Kiel. Von 2022 bis 2024 war er als Athletiktrainer des SC Paderborn 07 tätig. Seit 2024 ist er Athletiktrainer des VfB Stuttgart.